# Our Beloved Summer
Our Beloved Summer (그 해 우리는?, Geu hae urineunLR; noto anche con la traduzione letterale That Year We) è una serie televisiva sudcoreana trasmessa su SBS TV dal 6 dicembre 2021 al 25 gennaio 2022; i diritti per la distribuzione internazionale sono stati acquisiti da Netflix.

## Trama
Dopo essersi lasciati, Choi Ung e Kook Yeon-soo si erano fatti un'unica promessa: che non si sarebbero mai più rivisti. Contrariamente a quanto mai avrebbero potuto immaginare, un documentario che avevano girato ai tempi delle superiori ottiene uno strepitoso successo su internet, e un loro amico comune, Ji-ung, trova il modo di rimetterli in contatto, sebbene siano passati oltre dieci anni.